# Hydraena acicula
Hydraena acicula (лат.) — вид жуков-водобродок рода Hydraena из подсемейства Hydraeninae. Назван acicula по остроконечной форме парамер гениталий.

## Распространение
Встречаются на Мадагаскаре.

## Описание
Водобродки мелкого размера (около 1,2 мм), удлинённой формы. Дорзум с головой темно-коричневые; переднеспинка с коричневой диффузно окаймленной макулой, окружающая область светло-коричневая; надкрылья коричневые; ноги светло-коричневые до буроватых; нижнечелюстные щупики буроватые, дистальная ½ последнего пальпомера не темнее. По габитусу похож на H. antsahabe; также похож по размеру, форме и разделению метавентральных пластинок; немного меньше H. antsahabe по размеру тела (около 1,22 против 1,37 мм). Для надежных определений потребуется препарирование самцов; эдеагусы отчётливо различаются по форме как основной части, так и парамера. Взрослые жуки, предположительно, как и близкие виды, растительноядные, личинки плотоядные.

## Классификация
Вид был впервые описан в 2017 году американским энтомологом Philip Don Perkins (Department of Entomology, Museum of Comparative Zoology, Гарвардский университет, Кембридж, США) по типовым материалам с острова Мадагаскар. Включён в состав подрода Monomadraena вместе с видами H. bergsteni, H. furcula, H. oscillata, H. quatriloba и H. antsahabe.